# Diospyros longipilosa
Diospyros longipilosa är en tvåhjärtbladig växtart som beskrevs av Phengklai. Diospyros longipilosa ingår i släktet Diospyros och familjen Ebenaceae. Inga underarter finns listade i Catalogue of Life.